# イザベッラ・ディ・シチリア (バイエルン公妃)
イザベッラ・ディ・シチリア（イタリア語：Isabella di Sicilia, 1310年 - 1349年3月21日）は、シチリア王フェデリーコ2世とエレオノーラ・ダンジョの息子。兄弟にピエトロ2世およびアテネ公マンフレーディがいる。ドイツ語名はエリーザベト・フォン・ジツィーリエン（Elisabeth von Sizilien）。

## 結婚と子女
1328年6月27日、イザベッラは神聖ローマ皇帝ルートヴィヒ4世とベアトリチェ・シフィドニツカの息子バイエルン公シュテファン2世と結婚した。夫婦には3男1女が生まれた。
- シュテファン3世（1337年 - 1413年） - 下バイエルン＝ランツフート公、後に上バイエルン＝インゴルシュタット公。イザボー・ド・バヴィエールの父。
- アグネス（1338年 - ?） - 1356年にキプロス王ジャック1世と結婚。
- フリードリヒ（1339年 - 1393年） - 下バイエルン＝ランツフート公
- ヨハン2世（1341年 - 1397年） - 下バイエルン＝ランツフート公、後に上バイエルン＝ミュンヘン公。カタリーナ・フォン・ゲルツと結婚[2]。

イザベッラは1349年に亡くなり、夫シュテファン2世は後にマルガレーテ・フォン・ニュルンベルクと結婚した。2人の間には子供がいなかった。

## 子孫
息子のうち2人はバイエルン公となり、娘のアグネスはキプロス王ジャック1世との結婚によりキプロス王妃となった。また、孫娘イザボーは、フランス王シャルル6世との結婚によりフランス王妃となった。イザボーの子供には、イングランド王妃イザベラ、イングランド王妃キャサリン、ブルゴーニュ公妃ミシェルおよびフランス王シャルル7世などがいる。